# エンリコ・マシアス

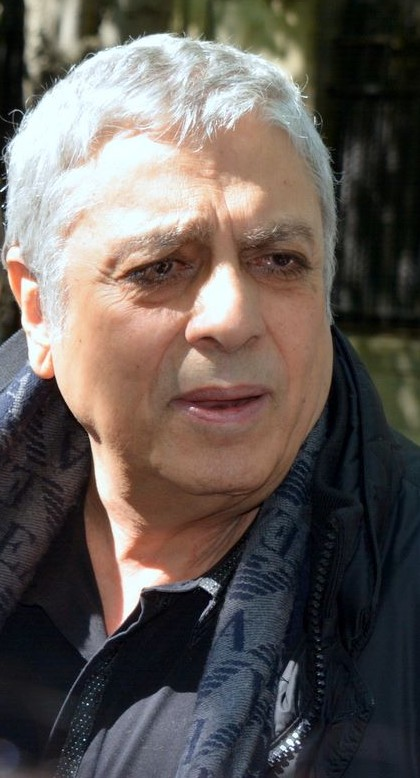
エンリコ・マシアス（2016年）

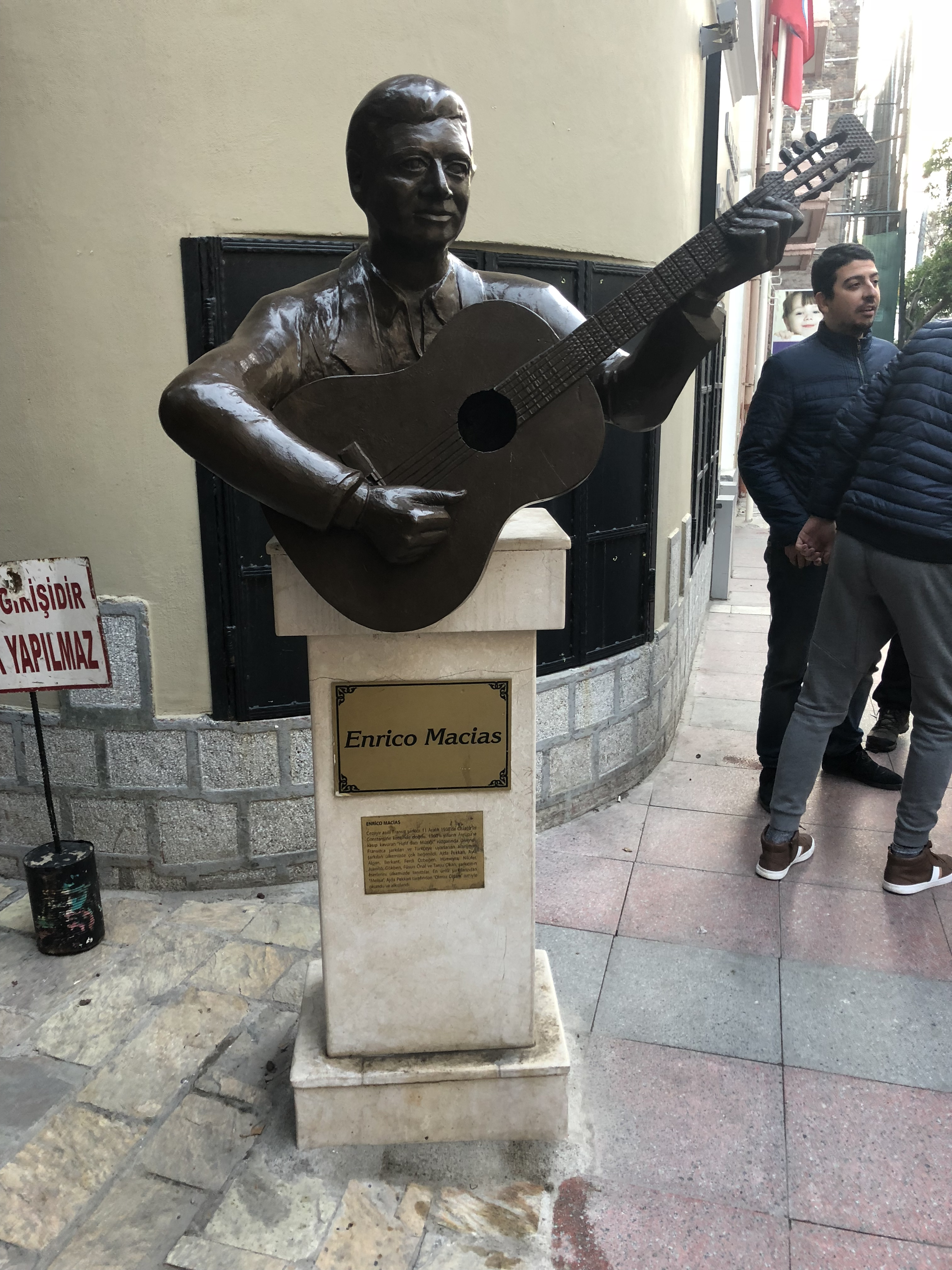
トルコのイズミルにあるエンリコ・マシアスの胸像（2018年）

ガストン・グレナッシア（フランス語: Gaston Ghrenassia、1938年12月11日 - ）は芸名エンリコ・マシアス（Enrico Macias）として知られている、アルジェリア生まれのフランス・シャンソン歌手で、作詞・作曲家でもある。

## 概要
ガストン・グレナッシアは、当時フランス領土のアルジェリアのコンスタンチーヌで、セファルディム系ユダヤ人の家庭、母スザンヌとシルヴァン・グレナッシア（Sylvain Ghrenassia、1914–2004年）の間に生まれた。彼の父はスペイン・アンダルシア古典音楽（Andalusian classical music.）のグループのバイオリン奏者であった。ガストンは子供時代からギター演奏を習って、15才からシェイク・レイモンド（Cheikh Raymond）の楽団でギターを演奏した。
ガストンは教師の道へ進んだが、ギター演奏は続けた。1961年にはアルジェリア戦争が始まっており、アルジェリアのヨーロッパ人やユダヤ人の生活は困難になり、彼の義理の父となったシェイク・レイモンドがアルジェリア民族解放戦線に殺害されたのを機に、妻のスージー（Suzy）と共に1961年7月にフランスへ避難して、彼はその後アルジェリアへの帰還は旧政府側の人々の入国禁止に遭って、アルジェリア独立後の政府から禁止された。1962年の最初のアルバム「Adieu mon pays」（さらば、わが祖国）は大評判になり、そのレコーディングの時以来、エンリコ・マシアスを名乗っていて、テレビでの出演も増えた。
エンリコというイタリア風の名前は子供のころコンスタンチーヌで出入りしていた音楽グループの先輩が「大エンリコ」（le grand Enrico）と呼ばれて、ガストン少年は「小エンリコ」（le petit Enrico）と呼ばれていたので、また姓のグレナッシアをもじってナッシアス（Nassias）とレコード会社に電話で伝えたのを、聞き間違えられてナシアスとなってしまったと、後に述懐している。
オランピア音楽堂へは、1964年に当時人気のコンパニョン・ドゥ・ラ・シャンソン（Les Compagnons de la chanson）と公演して、その後フランス国内で公演し、またイスラエル・ギリシャ・トルコで公演して、特にトルコで大人気であった。1965年にはSACEM協会のヴァンサン・スコットー作曲家賞（Prix Vincent-Scotto）を貰っている。この翌年にはソ連での公演を行い、モスクワのディナモ・スタジアムで120,000人を集め、またソ連内40箇所で公演した。続いて、日本、スペイン、イタリアでも公演している。
アメリカでのデビューは、1968年のニューヨークのカーネギー・ホールで、その後でシカゴ・ダラス・ロサンジェルスを周り、カナダのケベック州ではフランス語を話す歌手として大歓迎を受けた。
1971年には、パリのオランピア音楽堂で再公演し、イギリス・ロンドンのロイヤル・アルバート・ホールで公演した。しかし、マシアスにとって全てが順風満帆であった訳ではなく、1979年代には喉を痛めて、活発に音楽活動ができない時期があった。
彼はフランス国内でツアーをして、1976年と1978年にはイスラエルで公演した。それから彼はアンワル・アッ＝サーダート大統領に招かれてエジプトで公演し、ピラミッドの前の2万人の聴衆の前で平和のために歌った。アラブ・イスラエルの融和を目指すアッ＝サーダート大統領が1981年に暗殺されると、マシアスは歌「羊飼いがいま倒れた」（Un berger vient de tomber）を発表して、その死を悼んで、それ以降活発な音楽活動を再開している。
マシアスの来日は13回あって（1967、68、69、70、72、73、75、77、79、90、91、94、96年）、毎回複数の公演をしている。
映画やテレビへの出演もいくつかあって、最近では2019年に『ファミリー・ビジネス」（Family Business）に出ていて、これはNetflixで放映された。

## ディスコグラフィ
- 『スージーに捧ぐ』（A Suzy、1994）

など。

日本公演録音盤は、
- 『マシアス・イン・ジャパン』ＬＰ(東芝／OP-8862)、ＥＰ(東芝／OP-4599)
- 『マシアス・イン・ジャパン'72』ＬＰ(東芝／EOP-80629)、ＬＰ(東芝／EOZ-80002)

## フィルモグラフィ
- ガッド・エルマレ監督の『ココ』（Coco）でデザイナー役

など

## 曲
いくつかの曲が特によく知られている。*
- 親友の妻 (La Famme de mon ami、1962)
- スージー (Suzy、1993)
- 恋ごころ（L'Amour, c'est pour rien、1964年）
- 想い出のソレンツァラ（Solenzara、1966年）[7][8]
- わかっているよ（Je le vois sur ton visage、1967年） - 永田文夫訳の日本語歌詞も知られている、[9]
- 希望の神よ (Dieu de l'Esperance、1993) - イスラエル国歌に使われたモルダヴィア民謡に、ジャック・ドマルニーとマシアスが作詞。
- イスラエル国歌（Hatikva、1993年） - アルバム『スージーに捧ぐ』（1994年）はこの歌で締めくくっていて、アラブ・イスラエル闘争ではイスラエル寄りの旗幟を鮮明にしている。

など。

## 表彰
- 1980年、アルバム『子供を傷つける災い』（Malheur à celui qui blesse un enfant）の売上からユニセフへ寄付して、クルト・ヴァルトハイム国連事務総長が「平和の歌手」（Singer for Peace）として表彰。
- 1997年、コフィー・アナン国連事務総長が「平和と子供の守護者」（Roving Ambassador for Peace and the Defence of Children）として表彰。

## よく知られている個人情報
アルバム『スージーに捧ぐ』にあるスージーと結婚していたが、彼女は2008年に亡くなり、エンリコはその後やもめ暮らし。二人に娘・ジョイシャ（Jocya Macias）と息子・ジャン＝クロード・グレナッシア（音楽プロデューサー）がいる。

## 参照項目
- おもなシャンソン歌手